# 大江雅致
大江 雅致（おおえ の まさむね、生没年不詳）は、平安時代の公卿、越前守。兄弟に大江匡衡（赤染衛門の夫）。

## 略歴
左京大夫・大江重光の子で、太皇太后宮昌子内親王の大進であった。御堂関白記によると寛弘7年（1010年）に越前守に任じられた。それ以前は木工寮を務めていたとされる。平保衡の娘との間に和泉式部を授かった。